# Andréa Richa
Andréa Lesqueves Richa (Rio de Janeiro, 1 de junho de 1964) é uma atriz brasileira.

## Carreira

### No cinema
- 1993 - Alma Corsária .... Anésia

### Na televisão
- 1997 - Mandacaru .... Serena (Rede Manchete)
- 1996 - Antônio Alves, Taxista .... Priscila (SBT)
- 1994 - A Madona de Cedro .... Lola Boba (Rede Globo)
- 1991 - O Fantasma da Ópera .... Celinha (Rede Manchete)
- 1991 - Na Rede de Intrigas (Rede Manchete)
- 1990 - Pantanal .... Maria Ruth (Muda) (Rede Manchete)
- 1989 - O Salvador da Pátria .... Cris (Rede Globo)